# Makovice

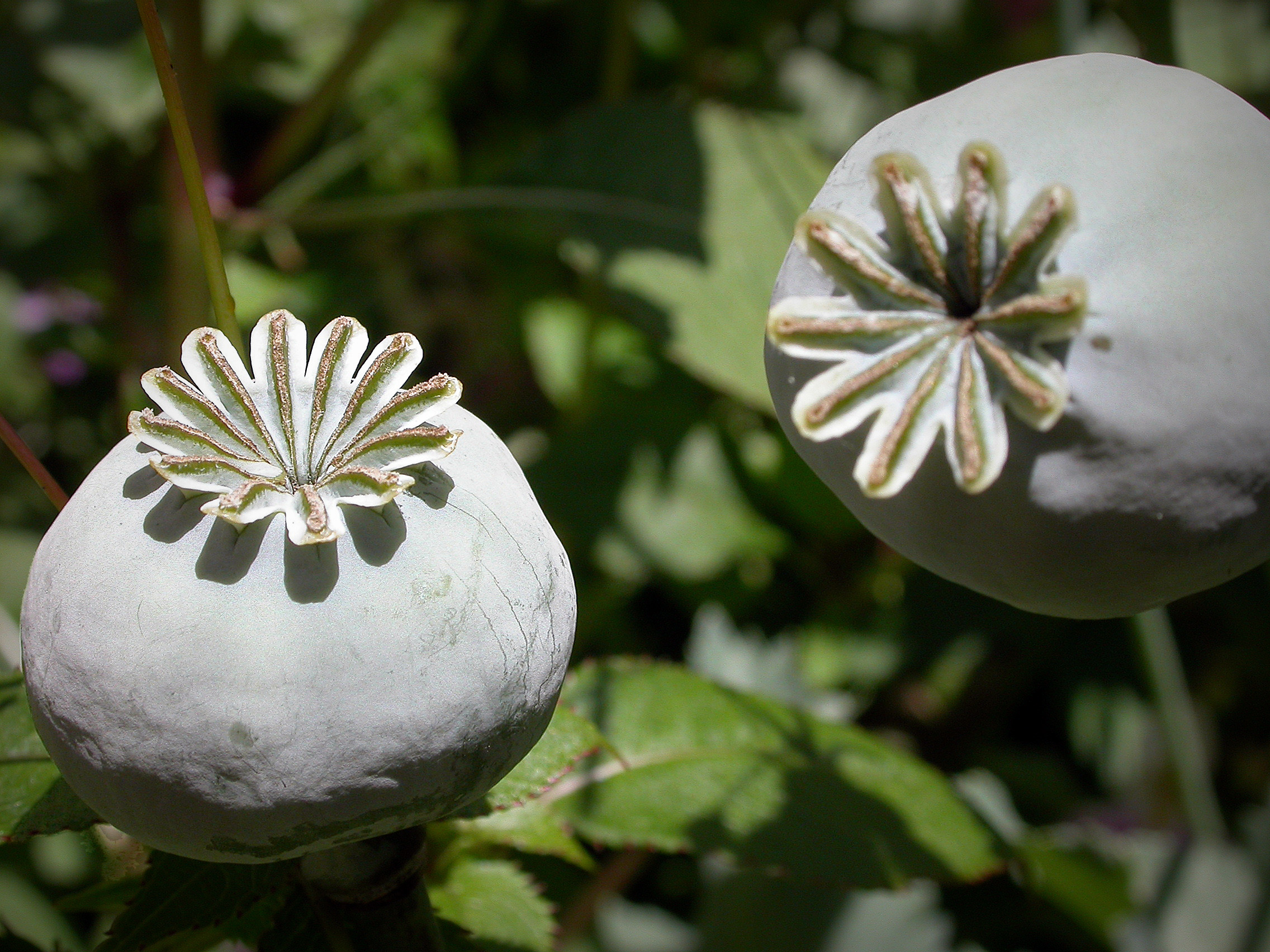
Zralé makovice máku setého (Papaver somniferum)

Makovice je plod makovitých rostlin, tobolka charakteristického téměř kulovitého tvaru, která se ve zralosti otvírá drobnými otvory pod víčkem. 

## Užití
Semena máku setého obsahují hodně oleje a užívají se v potravinářství jako mák. Nezralé makovice obsahují různé alkaloidy (morfin, kodein aj.) a jsou surovinou pro výrobu opia. Pěstování a užívání máku jako potraviny, léčiva i drogy je doloženo už od 6. tisíciletí př. n. l. Česká republika byla roku 2011 po Turecku druhým největším producentem máku na světě, pěstování na větších plochách však podléhá ohlašovací povinnosti.